# (17737) Sigmundjähn
(17737) Sigmundjähn est un astéroïde de la ceinture principale.

## Description
(17737) Sigmundjahn est un astéroïde de la ceinture principale. Il fut découvert le 27 janvier 1998 à Drebach par Jens Kandler. Il présente une orbite caractérisée par un demi-grand axe de 2,43 UA, une excentricité de 0,14 et une inclinaison de 6,5° par rapport à l'écliptique.

## Compléments